# فيمارا بيريز
ڤيمارا بيريز (غاليسيا، حوالى 820 - غيمارايس، حوالى 873) كان أحد نبلاء الجاليكية في القرن التاسع، وأيضا هو أول كونت للبرتغال ذلك في عام 868.

## الحياة
كان تابعا لملك أستورياس ألفونسو الثالث أُرسل للاسترداد وتأمين المناطق الجنوبية من غالايسيا بين نهرين مينيو ودويرو التي تم فتحها من قبل المسلمين بين منقطتين بورتو وغايا بما في ذلك بورتس غال التي ظهرت كلمة البرتغال منها.

## الكونت
تم تقسيم مملكة أستورياس إلى عدد من مقاطعات وكان بورتس كال واحدة من المقاطعات الأسترية، وفي عام 868 تم تسمية ڤيمارا كونتاً على مقاطعة بورتس كال، حيث لاحظ المؤرخين البرتغاليين أن هذا الحدث هو ذروة الانفصال الأول، حيث أن الأستقلال لم يتحقق حتى الأوسط القرن الثاني عشر.
بعد طرد الموريسكيون قام بناء مدينة محصنة طلق عليها أسمه «ڤيمارنيس» بالبرتغالية "Vimaranis" التي أصبحت فيما بعد "Guimaranis" ويومنا هذا «غيمارايس» فيطلق عليها (بالبرتغالية "The Cradle City" أي «مدينة المهد») وأبنه «لوسيديو ڤيمارنس» أصبح الكونت التالي وأخذ وقت طويلة في السيطرة على الكونتية.